# سقوط ديكتاتورية بريمو دي ريفيرا
جرى سقوط ديكتاتورية بريمو دي ريفيرا يوم 28 يناير 1930 عندما قدم الجنرال ميغيل بريمو دي ريفيرا استقالته إلى ألفونسو الثالث عشر ملك إسبانيا وقبلها الملك، مما مهد الطريق لدكتاتورية الجنرال بيرينغور. نهاية الدكتاتورية هي ذروة عملية بدأت قبل عدة أشهر. وقد حدد المؤرخ جنوفيفا غارسيا بداية ضعف الديكتاتورية إلى منتصف 1928، عندما اجتمعت عدة عوامل منها: تفاقم مرض السكري الذي عاني منه الدكتاتور (وقد توفي بعد مغادرته منصبه بوقت قصير)؛ وفشل الديكتاتورية في تأسيس نظام جديد؛ وازدياد دور المعارضة المتنامي بعد انضمام قطاعات من الجيش إليها حيث نظموا عدة مؤامرات مسلحة ضد النظام. أما المؤرخ لويس باروسو فقد قدمها قليلا إلى أواخر 1927، عندما أصبح واضحا أن بريمو دي ريفيرا بتأسيسه الجمعية الاستشارية الوطنية لم تكن لديه نية للعودة إلى الوضع قبل انقلاب سبتمبر 1923 على الرغم من أنه قدم نظامه منذ البداية بأنه مؤقت.

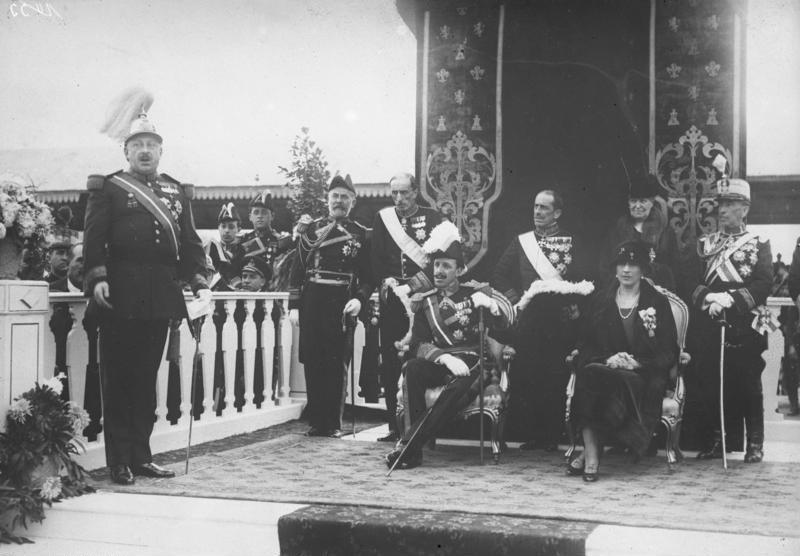
صورة لبريمو دي ريفيرا يلقي خطابًا أمام الأسرة الملكية الإسبانية بمناسبة الذكرى الخامسة والعشرين لتتويج ألفونسو الثالث عشر.

## فقدان الدعم وتمزق تحالف 1923
كانت القطاعات الاجتماعية والسياسية التي قدمت دعمها في البداية للدكتاتورية وشكلت ماسمي بتحالف 1923 قد بدأت بالانسحاب: فظهرت القوميات الهامشية بعد فشل الدكتاتورية بوعدها بالعمل على اللامركزية وحلت الكومنولث الكاتالوني. وبدأت الهيئات الحرفية والتجارية بالسخط من ازدياد نفوذ اتحاد العمال العام (UGT) داخل الوسط العمالي -عزز اتحاد العمال العام من دوره وبدأ بالتوسع نحو الزراعة مما خرب العلاقات التقليدية المترسخة بين الفلاحين وأصحاب المزارع في الريف. أما في المدن فكان يسيطر على قطاعات العمل الصغيرة والمتوسطة، أدى صعوده إلى فرض لوائح عمل والتسلسل الوظيفي وتحديد المهام والأجور التي لم يكونوا معتادين عليها-. وأيضا تخلت القطاعات الفكرية والجامعات عن «توقعاتهم الخيرية»، وخاب أملهم من التجددية المحافظة. ولاحظت الجماعات الليبرالية الاجتماعية والسياسية المتنوعة كيف أن الديكتاتورية بدأت بالاستماتة في السلطة وكسرت وعدا بأن تكون نظامًا مؤقتًا؛ وقد أدى ضعف الدعم الاجتماعي والسياسي التدريجي أن يعيد الملك النظر بأن هناك بعض الخطورة على التاج إذا استمر مرتبطا بالدكتاتور.

### أرباب العمل
أضر تدخل الديكتاتورية في السياسة الاقتصادية الحمائية بمصالح بعض القطاعات الاقتصادية التي بدأت بسحب دعمها تدريجيا. وأيضا كان هناك بعض تجار القطاع الزراعي يشكون من سياسة التعريفات الجمركية المرتفعة التي أضرت بصادرات النفط والنبيذ والبرتقال -كما ذكرتها على سبيل المثال غرفة تجارة فالنسيا أوائل أكتوبر 1923-. وكذلك التجار لأن السياسة الحمائية يعني ارتفاع الأسعار في السوق المحلي مما يحد من حجم نشاطهم وخفض الأرباح -إلا أن بريمو دي ريفيرا ألقى باللوم عليهم لارتفاع الأسعار ومعيبا على الإفراط بفخامة المتاجر الخاصة-.
واحتج أيضا اصحاب المشاريع الصغيرة والمتوسطة من سياسة التدخل أنهم شعروا أن الأمر كان معدا لصالح الشركات الكبيرة والاحتكارية وأيضا يضر المستهلك لأن "المنافسة هي شرط أساسي لإنتاج أفضل جودة وأقل تكلفة" كما ذكر المجلس الأعلى لغرف التجارة والصناعة والملاحة في نهاية 1925، وكررها في بداية 1929:«لقد تخلت الحكومة منذ فترة طويلة عن وظيفتها المتناسقة. إننا نتعرض لغزو أرضنا الآن، وبسبب المتطلبات الطبيعية للحياة الاقتصادية يجب أن نغلق أي سبيل للتدخل الرسمي». وانتقد أيضا اتحاد النقابات الاسبانية وجمعية صغار المنتجين الذين دعموا بحماس انقلاب بريمو دي ريفيرا "كفاءة لجان تنظيم الإنتاج الوطني" ومنح الاحتكارات أيا كان نوعها لأنها مع الحرية المطلقة في إنشاء الأعمال وتحفيز المبادرة الفردية وتحسين دفع الإنتاج".

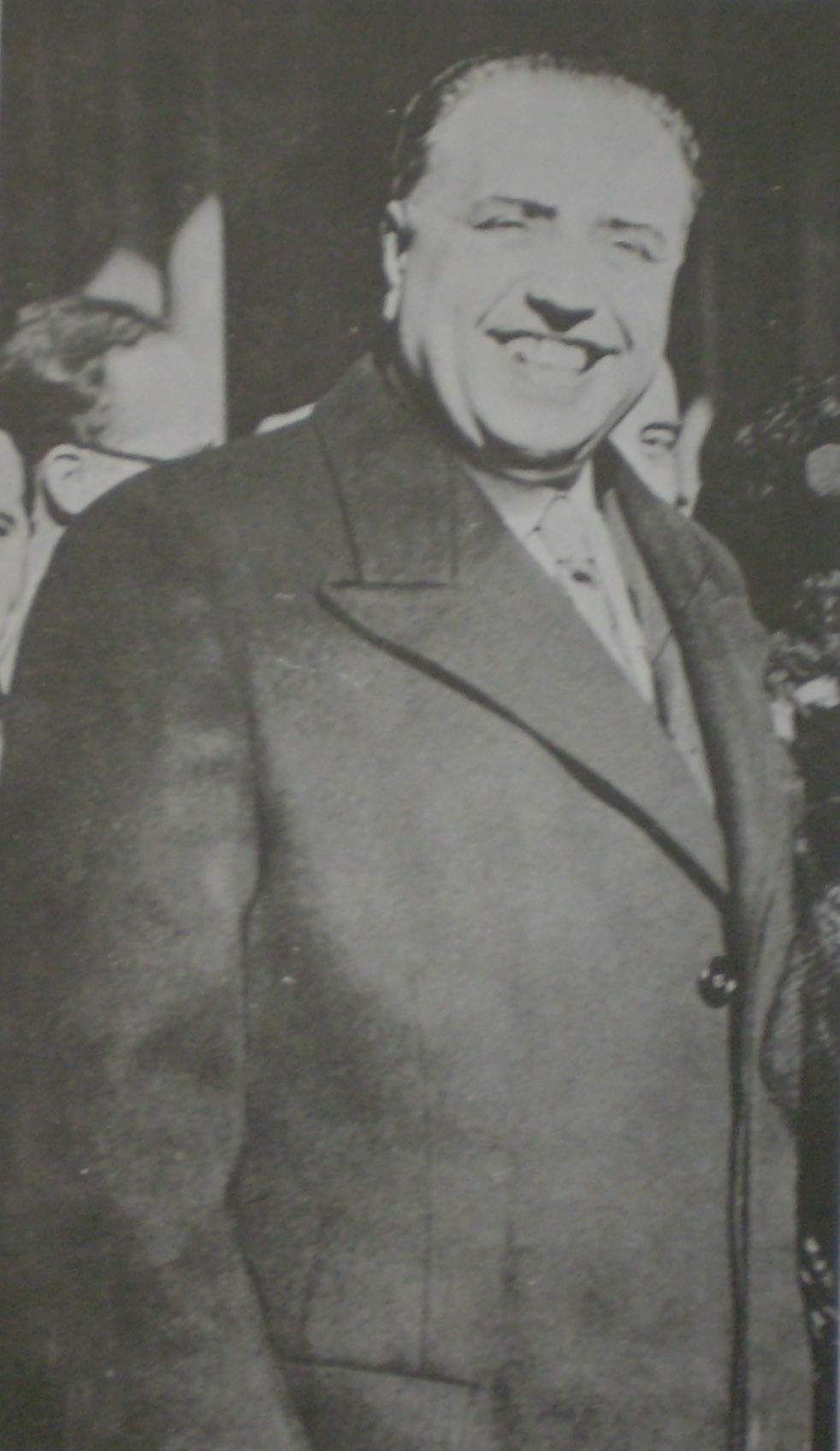
إدواردو أونيوس وزير العمل والمروج الرئيسي لمنظمة الشركات الوطنية.

ووفقاً لأرباب العمل الذين احتجوا على زيادة الضرائب:«بأنه عائق أمام التطور الطبيعي للإنتاج»، واحتجوا أيضا على التدابير ضد تزوير الضرائب مثل الالتزام بالحفاظ على دفتر مبيعات يومي. واشتكت منظمة أصحاب العمل من أنه «كابوس دائم للتجار والصناعيين الذين جعلتهم الدولة محتالين عليها»، رغم أنهم هم الذين يلقى عليهم ثقل الإصلاح الضريبي. وكذلك اشتكت الشركات الكبرى من الضرائب المرتفعة، فانتقدوا في سنة 1929 من سياسة التدخل الاقتصادية، التي كانوا مستفيدين منها إلى ذلك الحين بسبب ازدياد العبء المالي الذي تسببت فيه.
كان من الممكن ان تزداد المعارضة بين أرباب العمل ورجال الأعمال على السياسة الاجتماعية للنظام التي قالوا إنها «ضاعفت مزايا التشريع الاجتماعي» وأنها تمضي على حسابهم باضطرارهم لدفع مزيد من الضرائب لتمويلها. وتعرضت اللجان المشتركة التابعة لمنظمة الشركات الوطنية لحملة قاسية ضدها من جمعيات أرباب العمل التي طالبت بإزالتها أو إصلاحها، وهي حملة شاركت فيها الصحافة المحافظة والكاثوليكية بنشاط خاصة عندما لاحظت تلك القطاعات أن أكبر المستفيدون من نظام التعاونية الذين دائما كانوا يدافعون لم يكونوا اتحادات التجارة الحرة ولكن الاشتراكيين من UGT. واشتكى أصحاب العمل من أن اللجان المشتركة لم تكن مكرسة حصريا للتوفيق والتحكيم، بل تناولت مسائل كانت حكرا لأرباب العمل في ذلك الوقت، على سبيل المثال تنظيم العمل وادارته. حتى أنهم قالوا إنه يوجد في اللجان المشتركة صراع طبقي الأكثر خطورة في تاريخنا الحاضر. ورد وزير العمل إدواردو أونوس بأن اللجان المشتركة كانت أداة بريمو دي ريفيرا الأساسية للثورة من الأعلى، وهي الوحيدة التي يمكن أن تتجنب «ثورة كارثية وفوضوية من الأسفل» والتي ضحاياها الرئيسيون سيكونون من طبقة ملاك الأراضي.

### الجيش: محاولة الانقلاب وتمرد المدفعية
اتحد الجيش مع انقلاب بريمو دي ريفيرا بعد نيله دعم الملك إلا أن ذلك لم يدم طويلا. فلم يعد النظام الاجتماعي معرضا للتهديد المباشر حيث انتهت المشكلة المغربية وبدأ الملك باظهار علامات لا لبس فيها من كونه مشمئزا من الديكتاتورية، وظهر جليا ابتعاد القوات المسلحة عن بريمو دي ريفيرا. في هذا الكثير لتفعله، أكد المؤرخ إدواردو غونزاليس كاليخا بأن السياسة العسكرية للديكتاتورية برهنت على الفوضى والتناقضات، كما كما يرى في مسألة المغرب -أولا دفاعه عن الموقف الانهزامي وبدعم من مجالس الدفاع وتشكك من جيش الأفريقيون، ثم قيامه بالتدخل الذي دافع عنه الأفريقيون وانتقده مجالس الدفاع- وفي سياسات الترقيات الذي حولها إلى عالم من التناقض والتعسف.
فسياسة الترقيات كانت دائما مسألة مثيرة للجدل وخاصة في سلاح المشاة، كما طالبت بها مجالس الدفاع بالأخذ بعين الاعتبار في مسألة الأقدمية فقط، بينما نال الجيش الأفريقي فيها مزايا الحرب. فبدأت الحكومة الدكتاتورية تدريجيا السيطرة على مجلس كبار الجنرالات والضباط، لذلك كان بريمو دي ريفيرا هو الذي له القرار النهائي بالترقيات ومكافأة العسكر المتحالفين ومعاقبة منتقديه. وقد نص المرسوم الملكي المؤرخ 4 يوليو 1926 على أنه ليس من الضروري إيضاح الأسباب التي تدعو إلى عدم ترقية بعض الجنرالات والضباط ورفض أي إمكانية للانتصاف. أدى التعسف في الترقيات، والذي أصبح واضحا خصوصا بعد إنزال الحسيمة الذي كان هناك سلسلة من الترقيات على أساس جدارة الحرب إلى ابعاد بعض القادة والضباط الذين بدأوا بالتآمر ضد الدكتاتورية باتصالهم بسياسيي أحزاب نظام تداول السلطة الذين طردوا من السلطة. «فالكثير من المذكرات والكتابات السياسية التي كتبها العسكر خلال تلك السنوات والسنوات اللاحقة كشفت عن مظالم شخصية، بدلا من التشدد المناهض للديكتاتورية على أساس قناعات إيديولوجية عميقة.» كما ذكر غونزاليس كاليخا.
في هذا السياق من المواجهات الداخلية رممت الأكاديمية العسكرية العامة في 20 فبراير 1927، التي كانت موجودة بالفعل في طليطلة سنوات 1882 و 1893 وذلك بهدف تحسين تشكيلة الضباط، ولكن أيضًا من أجل استعادة وحدة الأسرة العسكرية التي تعزز الزمالة. وهذا يفسر تعيين الجنرال فرانكو مديرا لها بأنها بادرة للمصالحة مع الأفريقيين، التي تحققت بعد العمليات الصيفية لسنة 1925.

شعار أكاديمية المدفعية في شقوبية التي أغلقت بأمر من بريمو دي ريفيرا أثناء النزاع مع فيلق المدفعية.

كان التمرد العسكري الوحيد الذي واجه الدكتاتورية هو تمرد المدفعية، الذين رفضوا مرسوم 9 يونيو 1926، والذي وحد نظام الترقيات على جميع ضباط وجنود الجيش ومتخلية عن نظام النطاق المغلق الذي دافع عنه رجال المدفعية حيث تكون الترقيات حصريًا بالأقدمية. كانت الاحتجاجات فورية وجاءت إلى الملك. واضطر بريمو دي ريفيرا للوصول في 17 يونيو إلى حل وسط شفهي لمنع المدفعية من الانضمام إلى الانقلاب الذي خطط له الجنرال أغيليرا، وأصبح يعرف باسم سانخوانادا وهي منح ترقيات جدارة الحرب استثنائيا فقط ويمكن الطعن أمام المحكمة العليا.
إلا أن الهدنة استمرت شهر واحد فقط لأن الحكومة تجاوزت خطر سانخوانادا، فاعتمدت في 26 يوليو 1926 مرسوم ملكي أعطت الحق بمنح الترقيات الخاصة لظروف معينة، فعادت المدفعية إلى احتجاجاتها. في 4 سبتمبر، بدأ الرؤساء والضباط النشطون بعصيان يكون بالعزلة الطوعية في ثكناتهم. في اليوم التالي أعلن بريمو دي ريفيرا الأحكام العرفية في جميع أنحاء إسبانيا، فأغلق أكاديمية المدفعية من سيغوفيا وعلق العمل والراتب والامتيازات لجميع الضباط العاملين (حوالي 1200) عدا أولئك المرابطون في المغرب، ثم سيطر على محيط اكاديمية المدفعية. وهذه الإجراء من الممكن أن يلغي الأكاديمية. وفي النهاية استسلم رجال المدفعية، وفي ديسمبر أعيدوا إلى وظائفهم بعد قبول الصلح والتزام أنفسهم بالولاء للملك والحكومة. ومع ذلك استمر غضبهم ضد النظام والملك لأن المدفعية شاركت بعدها في كل المؤامرات ضد الدكتاتورية، مثل المحاولة التي كادت ان تندلع في سيوداد ريال مدريد وفالنسيا أوائل 1929. وبعد فشلها قام بريمو دي قام ريفيرا بحل سلاح المدفعية مرة أخرى وأغلق أكاديمية المدفعية في سيغوفيا، مما أدى إلى تعميق إبعاد رجال المدفعية عن النظام.
أضر الصراع مع المدفعية ضررا بالغا بالعلاقة بين الملك ألفونسو الثالث عشر وبريمو دي ريفيرا لأن الملك حاول التوسط في النزاع عن طريق اقتراح نوع من اتفاق شرف، ولكن بريمو دي ريفيرا عارض بشدة وهدد بالاستقالة ومذكرا الملك أن الجيش كان تحت قيادته. ومن ناحية أخرى، فسر رجال المدفعية القبول النهائي لتفكيك السلاح باعتباره تواطؤًا بين الملك وبريمو دي ريفيرا.
وكانت سانخواندا أول محاولة انقلاب عسكرية للإطاحة الديكتاتورية، وكان مقررا له يوم 24 يونيو 1926. وشملت المؤامرة الجنرال الليبرالي فاليريانو وايلر وفرانسيسكو أغيليرا، ومن بين المتآمرون أعضاء بارزون من النظام القديم مثل ميلكياديس ألفاريز والكونت رومانونس. أما محاولة الانقلاب الثانية فكانت في يناير 1929 في فالنسيا وبطلها الرئيسي هو السياسي المحافظ خوسيه سانشيز غيرا. وفي الأخيرة كان لسلاح المدفعية دور بارز فيها. كانت محاولات الانقلابات بمثابة حداثة جعلت الديكتاتورية نفسها مشروعة - فكان مسموح اللجوء إلى القوة العسكرية (في الانقلابات القديمة) للإطاحة بالحكومة وتغيير النظام - وبهذا المعنى كانت الديكتاتورية بمثابة عودة إلى سياسات القرن التاسع عشر. ومن ناحية أخرى شجعت الاحتكاكات الداخلية عملية تطرف قطاع الأقلية من الجيش خاصة بعد الانقلاب الذي أحبط في يناير 1929.

### تمرد الطلبة
جرت أول احتجاجات طلابية في ربيع 1925 التي روج لها اتحاد الحرية الليبرالي (ULE) الذي جمع الطلاب الجمهوريين. كان أخطر حادث يقوده طلاب مدرسة الهندسة الزراعية برئاسة أنطونيو ماريا سبرت الذين لم يحضروا عملا برئاسة الملك احتجاجا على رفض بريمو دي ريفيرا التماسهم لأنهم لم يقدموه عن طريق القنوات الرسمية. كان رد فعل الديكتاتور هو طرد سبرت من المدرسة وحبسه في قونكة.

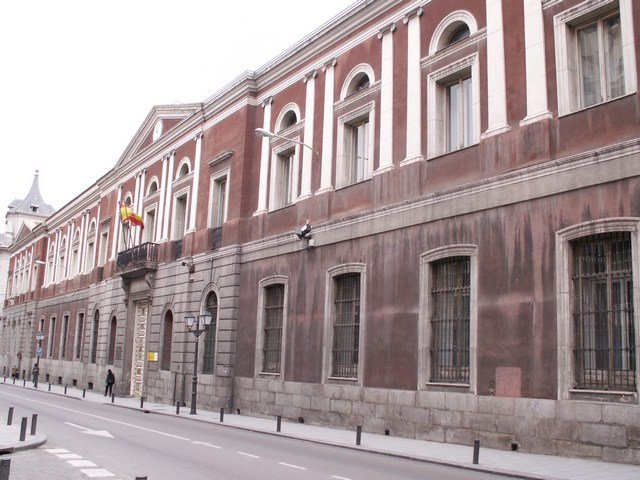
مبنى جامعة مدريد المركزية القديمة في شارع سان برناردو.

أنشأ سبرت في نهاية 1926 ومعه اثنين من الطلاب الآخرين اتحاد الجامعات المدرسية (FUE) في مدريد لجعله بديلا عن رابطة الطلبة الكاثوليك المهيمنة (AEC). كان أول إضراب هام دعت إليه FUE في مارس 1928 احتجاجًا على فتح ملف لإستاذ جامعي بمناسبة عقده مؤتمرا في جامعة مرسية حول تحديد النسل، ولكن أهم حركة روجت FUE كان الاحتجاج ضد قانون كاليخو الصادر في مايو 1928، الذي سمحت المادة 53 لإصدار شهادات اعتراف جامعية لمركزين من مراكز التعليم العالي الخاص في إسبانيا وكلاهما مملوكان للكنيسة - الأوغسطينيون في إل إسكوريال وجامعة ديوستو. من حيث المبدأ كان ذلك بمثابة «رد للدفاع عن النفس من قبل الطلاب يستهدف المهنيين الليبراليين ضد العدد الهائل من الخريجين من المؤسسات التعليمية الكاثوليكية». فبدأت الاحتجاجات على قانون كاليخو سنة 1929 حيث دعت جمعيات الطلابية إلى إضراب في 7 مارس. وردت الحكومة بطرد رئيس (FUE) سبرت من الجامعة مما أثارت الروح المعنوية للطلبة. في التاريخ المحدد اندلعت أعمال شغب وتظاهرات في الشوارع كان لها تأثير عام كبير لأنها كانت أول احتجاجات في داخل إسبانيا ضد الديكتاتورية والملكية. واندلعت أيضا مظاهرات وأعمال شغب في جامعات إسبانية أخرى، حيث كانوا يصرخون أحيانا: «نحن لسنا مسلحين!» في 9 مارس فصل بريمو دي ريفيرا رئيس جامعة مدريد وعمداء جميع الكليات وحل محلهم لجنة ملكية. وفي 10 الشهر قامت الشرطة والحرس المدني بالهجوم على مباني الجامعة، في حين كان الطلبة يرجمون منزل الدكتاتور ومقر صحيفة ABC المحافظة. وفي يوم 11 أمر بريمو دي ريفيرا الجيش باحتلال الكليات وهدد بإلغاء تسجيل جميع الطلاب المستمرين بالإضراب. وعاد إلى صفوفهم فقط المنتسبين إلى رابطة الطلاب الكاثوليك (5٪). في الأيام التالية واصل الطلاب الإضراب وأقاموا حواجز في وسط مدريد. وفي يوم 13 اندلعت احداث خطيرة في بلد الوليد وفالنسيا. في 16 مارس أغلقت الحكومة جامعة مدريد وتلتها ستة جامعات أخرى. فأظهر أكثر من مائة من البروفسورات والأساتذة تضامنهم مع الطلاب. ثم أعيد فتح الجامعات يوم 24 أبريل، وعاد معظم الطلاب إلى الدراسة، ولكن قبلها بأسبوع اغلقت جامعة برشلونة بعد مصادمات بين الطلاب وشباب الاتحاد الوطني. وفي 19 مايو بدأ بريمو دي ريفيرا بفتح المجال من خلال إعادة الهيئات الأكاديمية. وأخيراً ألغى في يوم 21 سبتمبر المادة 53 المثيرة للجدل من قانون كاليخو.
وفقا لشلومو بن عامي كان رضوخ بريمو دي ريفيرا لطلبات الحركة الطلابية بسبب ضغوط رجال الأعمال. فقد طلبت غرفة التجارة في مدريد من الحكومة أن تستجيب لمطالب الطلاب لصالح التجارة، ودعت صحيفة ABC المحافظة إلى التساهل تجاه الطلاب من أجل ضمان نجاح المعارض الدولية في إشبيلية وبرشلونة التي تم افتتاحها في ذلك العام. كما كان بريمو دي ريفيرا يدرك أن اضطرابات الطلاب يمكن أن تهدد اجتماع عصبة الأمم التي كان من المقرر عقدها في مدريد.
ومع ذلك فإن إلغاء المادة 53 لم يوقف احتجاجات الطلبة - «الديكتاتورية هي التي يجب أن تستسلم فهي نظام مهزوم، وكان الطلاب على دراية كاملة بها» حسب بن عامي. فطالبت FUE بإعادة سبرت إلى الدراسة، ورفع العقوبات عن المعلمين والاعتراف بحرية تشكيل الجمعيات. لذلك استؤنف تحريض الطلبة في يناير 1930. ولكن في 28 يناير قدم بريمو دي ريفيرا استقالته إلى الملك، حيث مازالت صدى صيحات الطلبة تطن في أذنه، حسب شلومو بن عامي.

### معارضة المثقفين
كما أشار شلومو بن عامي فإن بريمو دي ريفيرا "لم يبذل أي جهد ليقبض على المثقفين. فهو رجل عملي، لذا فهو ينظر باحتقار للمثقفين والأدباء وأصحاب الكلمات، وذكر أنه يشعر بمزيج من الشفقة والاحتقار لهم."

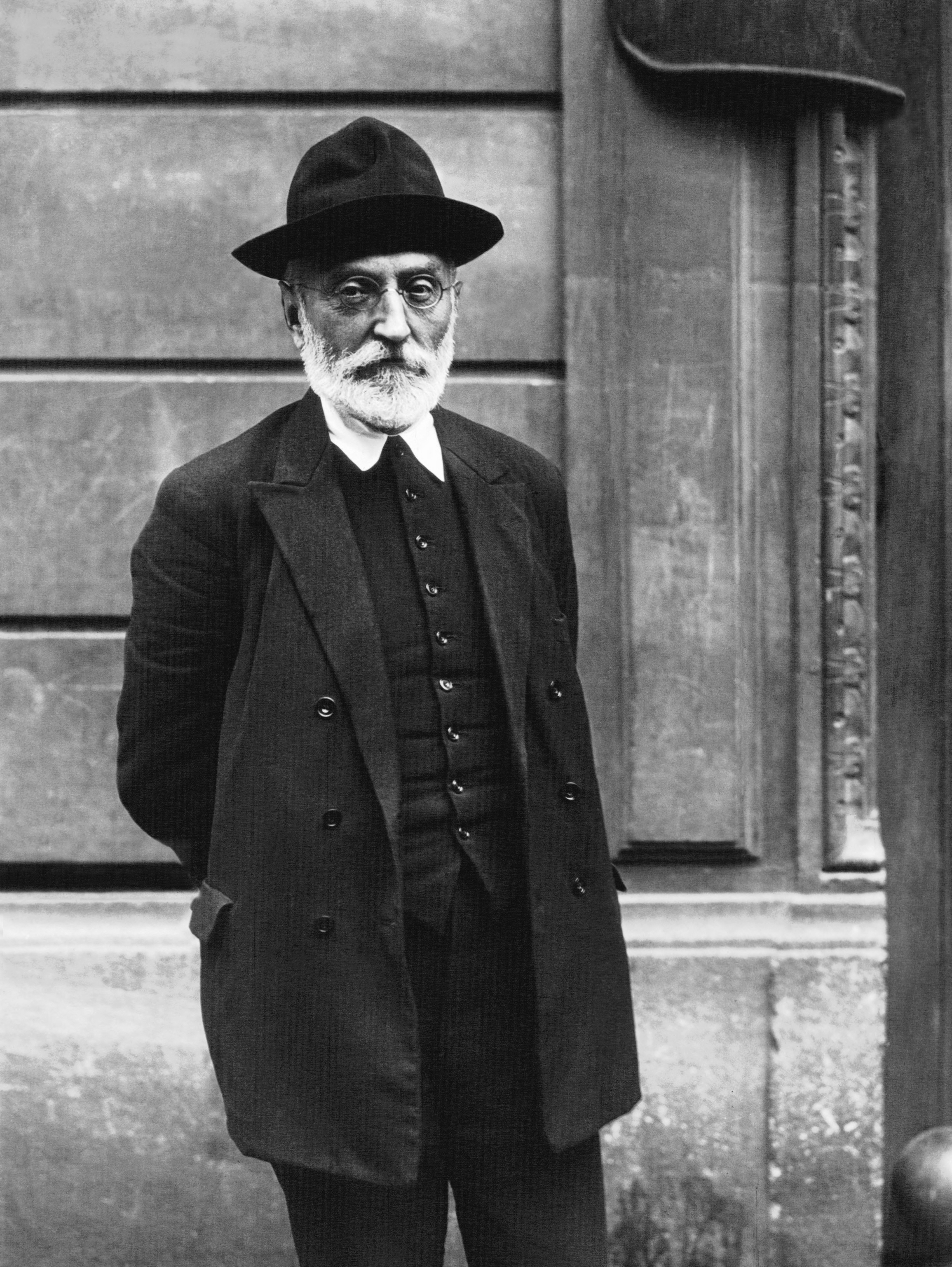
ميجيل دي أونامونو بمنفاه في باريس (1925)

وجاء صراع الدكتاتورية الأول مع المثقفين في الأسابيع الأولى من الانقلاب وتمركزت في أتينيو دي مدريد في منتصف نوفمبر 1923 حيث استقال مجلس الإدارة برئاسة أنجل أوساريو وعلقت الأنشطة المخطط لها للاحتجاج على فرض الحكومة بوجود مندوب في جميع المناسبات التي ستنعقد لتفادي انتقاد المجلس كما حدث في المؤتمر الذي ألقاه في 7 نوفمبر نائب الرئيس رودريغو سوريانو بعنوان «بالأمس واليوم والغد». وفي 31 يناير أجريت انتخابات عام 1924، مما أدى إلى فوز القائمة التي يرأسها أرماندو بالاثيو بالديس لكنه استقال بعد ثلاثة أسابيع عندما ظهرت المناقشات السياسية داخل المؤسسة، وقد أغلقت في 22 فبراير بأمر من بريمو دي ريفيرا.
قام الكاتب والأستاذ ميجيل دي أونامونو الذي نفي في 21 يناير 1924 بنقل الصراع التالي إلى جزيرة فويرتيفنتورا لنشره رسالة في مجلة أسبوعية مهاجمة الحكم الدكتاتوري. وبعد شهر في 22 فبراير 1924 وفي نفس اليوم الذي تم فيه إغلاق أتينيو مدريد نشرت الصحافة ايقاف عمل أونامونو مع الراتب وسحب جميع المناصب الأكاديمية في جامعة سلامنكا. ولكنه وبعد مرور أشهر لم يستفد من قانون العفو الذي أصدرته الحكومة الدكتاتورية في 4 يوليو 1924 فنفى نفسه إلى فرنسا. ليصبح "أسطورة الأكثر ديمومة لحركة المعارضة الفكرية للنظام." ومن الخارج انضم الكاتب الجمهوري فيثينتي بلاسكو إيبانييث الذي نشر كتيبتين ضد الحكم الدكتاتوري منتقدا المجلس العسكري والملك. واحد منهم بعنوان:«كشف النقاب ألفونسو الثالث عشر» التي أدخلت سرا إلى إسبانيا.
بعد فترة وجيزة من معاقبة أونامونو خرج أول احتجاج جماعي للمثقفين ضد الديكتاتورية. كان بيانًا رسميًا صاغه بيدرو ساينز رودريغيز في مارس 1924 ضد اضطهاد اللغة الكاتالونية. وبعدها بثلاثة أشهر خرج بيان شديد ضد الدكتاتورية بمناسبة إنشاء الاتحاد الوطني، ووقع عليه 175 شخصا، من ضمنهم خوسيه أورتيجا إي جاسيت. وقد رد بريمو دي ريفيرا على أورتيجا بمذكرة غير رسمية مهينة، وكانت تلك أول مؤشر على المناهضة العنيفة للمفكرين. كما قال غونزاليز كاليخا:"أنه منذ 1926 بدأ الديكتاتور بتقويض علاقاته مع نخبة المفكرين الإسبان."
أما النزاع التالي فكان بطلها البروفسور ساينز رودريغيز الذي انتقد الديكتاتورية مع افتتاح الدورة الدراسية 1924-1925 في الجامعة المركزية. وفي يوم 27 أكتوبر 1924 نظمت مأدبة على شرفه في فندق بالاس حضرها 300 ضيف بمن فيهم سياسيون بارزون من أحزاب النظام القديم. ولكن أتت الشرطة ففضت الحفل وسط صيحات تطالب بالحرية والعديد من الخطابات المناهضة للديكتاتورية. واعتقلت بعضهم وكان من بينهم الجنرال داماسو بيرينغر اللذي حضر المأدبة أيضا.

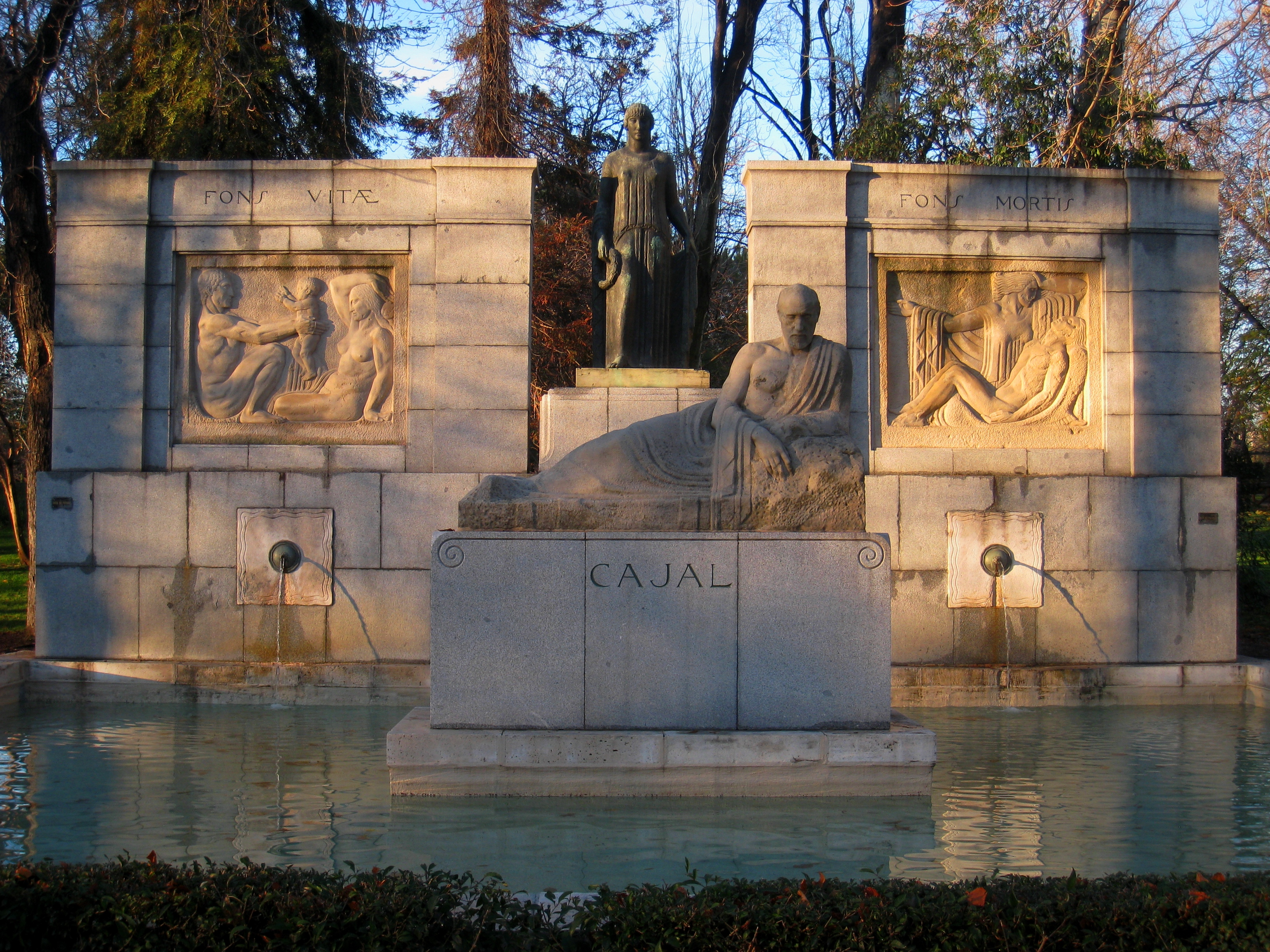
نصب تذكاري لسانتياغو رامون إي كاخال في منتزه ريتيرو في مدريد، وأدى تنصيبه في 24 أبريل 1926 إلى مواجهة جديدة بين بريمو دي ريفيرا والمفكرين الذين ينتقدون نظامه.

كانت آخر مواجهة بين بريمو دي ريفيرا مع المثقفين هي مناسبة تدشين نصب تذكاري لسانتياغو رامون إي كاخال في منتزه ريتيرو في 24 أبريل 1926 التي أحرجت نظامه. وعندما علم الدكتاتور أنه سيتم تنظيم حفل مواز نشر مذكرة غير رسمية ضد أولئك الذين يطلقون على أنفسهم اسم المثقفين. وبعدها بأيام قام الطلبة بالاحتجاج على إلغاء كرسي أونامونو في جامعة سالامانكا، وتعاطف معه الأستاذ لويس خيمينيز دىسوا فرحل إلى جزر إشفارن يوم 30 أبريل. ولكنه عاد يوم 18 مايو بفضل العفو بمناسبة عيد ميلاد الملك الأربعين.
ومنذ ذلك الحين انتشرت مقالات تنتقد الديكتاتورية والنظام الملكي مطالبة بإقامة نظام ديمقراطي. وأنشئ في يونيو 1928 رابطة الأدب الاجتماعي بعضوية كبار المثقفين المعارضين للنظام: لويس خيمينيز دى أسوا وغريغوريو مارانيون ورامون ماريا ديل بايي إنكلان ورامون بيريث دى أيالا ومانويل أثانيا. على النقيض من ذلك فهناك من المثقفين من أيد النظام الدكتاتوري والمواقف المعادية للديمقراطية والليبرالية أمثال راميرو دي مايثتو وإوغيني دورس، الذين اقتربوا من اليمين المتطرف التقليدي ويمثلهم خوسيه ماريا بيمان وخوسيه بيمارتن.
الاضطهاد الذي عانى منه قطاع بارز من المفكرين الإسبان على يد الديكتاتورية جعلته يسترجع عبارات الحرية الموروثة من الثورة الفرنسية، وجعلوا من أنفسهم مرشدي الشعب. [...] ثم اتخذ عدة مثقفين في دكتاتورية بيرنغوار أمثال أورتيجا وأثورين) الخطوة الأخيرة من موقف نقدي تجاه الملكية إلى التزام المتشدد للجمهورية.

### النزاع مع رجال الدين الكاتالان
كان الصراع الوحيد الذي واجهه بريمو دي ريفيرا مع الكنيسة الكاثوليكية هي معارضة الأساقفة الكاتالونيين، بزعامة مطران طراغونة فرنسيسكو فيدال وأسقف برشلونة جوسيب ميراليس، بسبب أمره الكهنة بالتبشير بالقشتالية. ضغط بريمو دي ريفيرا على الكرسي الرسولي لإجبارهم على الطاعة مهددا إياهم بإنشاء كنيسة وطنية إذا لم يفعلوا ذلك. وأخيراً استجابت روما، ففي منتصف 1928 وأوائل 1929 تلقى الأساقفة الكاتالونية خمسة مراسيم مع ايماءات على استخدام اللغة الكاتالونية في الشعائر وعلى قواعد السلوك التي يجب اتباعها في الشؤون السياسية - وقد اتهم بريمو دي ريفيرا رجال الدين الكاتالونيين أنهم يميلون لصالح الانفصالية.

## أزمة النقد والأزمة المالية

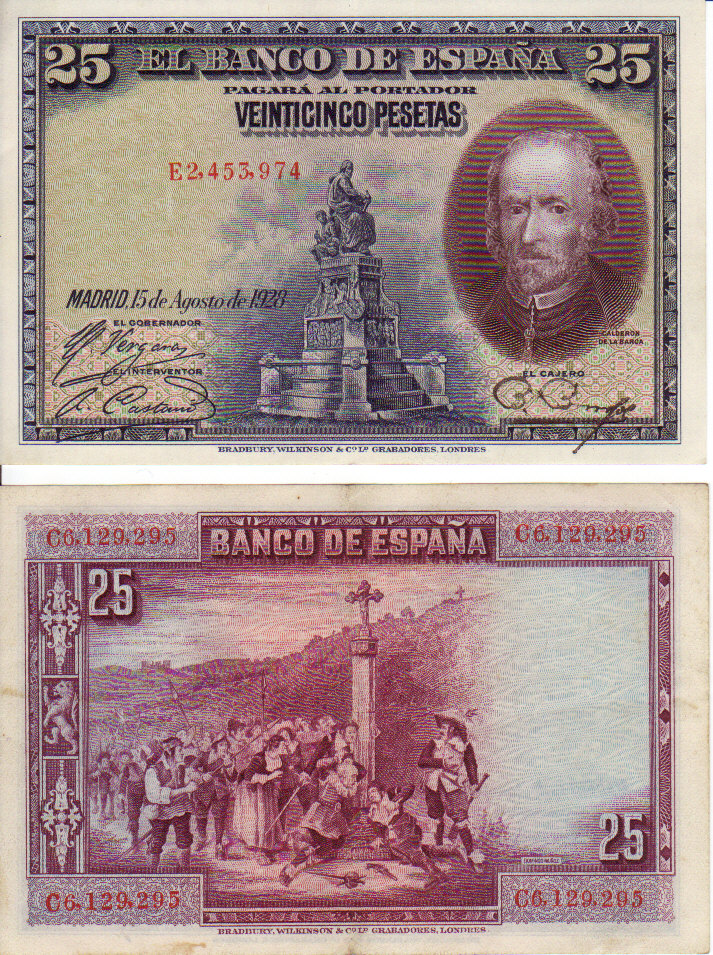
وجه وظهر لورقة بقيمة 25 بيزيتا صادرة عن بنك إسبانيا سنة 1928

إحدى النقاط الرئيسية للترويج بالدكتاتورية هو تمكنها من استعادة قيمة البيزيتا، حيث كان انخفاض قيمة العملة أحد الأسباب لتبرير الانقلاب. فعندما وصل بريمو دي ريفيرا إلى السلطة، كان سعر البيزيتا أمام الدولار هو 7,50 بيزيتا، وفي السنة التالية ارتفعت قيمة العملة الإسبانية أمام الدولار والجنيه الإسترليني. وفي 1927 وصل سعر الصرف أمام الدولار 5,18 بيزيتا -والجنيه الإسترليني أقل بقليل من 28 بيزيتا- ولكن المشكلة أن رفع قيمة البيزيتا كان مصطنعًا إلى حدٍ كبير لأنه يرجع أساسًا إلى حركات مضاربة رأس المال الأجنبي الذي جذبته أسعار الفائدة المرتفعة والتوقعات بصعود للعملة التي استجابت إلى انخفاض في ميزان العجز التجاري، وقبل كل شيء إلى توطيد النظام الديكتاتوري بعد انتصاره في حروب الريف، وانتقال الحكم العسكري إلى إدارة مدنية في ديسمبر 1925.
ومن ناحية أخرى لإعادة تقييم البيزيتا نبه قطاع التصدير بقيادة الصناعيين الكتالونيين الذين احتجوا على صعود البيزيتا بأنه أعاق مبيعاتهم في الخارج. واتهم فرانسيسك كامبو الحكومة بتشجيع المضاربة على العملة. إلا أن بريمو دي ريفيرا ووزير ماليته خوسيه كالفو سوتيلو كانوا يروا في صعود البيزيتا بأنه رمز نهضة الأمة وأشاروا إلى أنهم اقتربوا من معادلته مع الذهب المحدد عند 25,22 بيزيتا لكل جنيه إسترليني، مما زاد من المضاربات حول العملة الاسبانية.
وبدءا من سنة 1928 غيرت المضاربات اتجاهها وبدأ رأس المال الأجنبي في مغادرة البلاد، وبدأ الانخفاض التدريجي لقيمة البيزيتا مدفوعًا بالشكوك حول امكانية النظام بالاستمرار وعجز ميزانية الدولة المرتفع، والذي تجاوز 1000 مليون بيزيتا في 1928. فبرنامج الأشغال العامة الذي كان آخر الإنجازات التي أبرزتها الدكتاتورية كان تمويله من خلال إصدار سندات الدين العام، حيث أن إيرادات الدولة لم ترتفع لعدم وجود إصلاح ضريبي جديد. وكان رد وزير المالية خوسيه كالفو سوتيلو على انخفاض العملة في يونيو 1928 هو إنشاء لجنة لمنع التغييرات حيث كان لديها صندوق بقيمة 500 مليون بيزيتا لنقابة مصرفية للتدخل في سوق لندن لدعم البيزيتا. ولكن سرعان ما تبين أن هذا الإجراء غير كاف، فألقى كالفو سوتيلو اللوم بفقدان قيمة البيزيتا على أعداء نظام. تم الاتفاق على ما يلي في ديسمبر 1928 برفع نصف نقطة في سعر الفائدة ولكنها لم تنجح، ولم تنجح أيضا محاولة تقييد الواردات لتقليص العجز في الميزان التجاري.
وفي أكتوبر 1929 علقت لجنة منع التغييرات. فقد أنفقت جميع ال 500 مليون بيزيتا من أموالها ولم تتمكن من ايقاف هبوط البيزيتا مقابل الدولار والجنيه الاسترليني. وفي الشهر التالي تقرر معالجة إحدى أهم المشاكل الأساسية: ارتفاع العجز المالي وانهاء الميزانية الاستثنائية، فجهاز المحاسبة الذي وضعه كالفو سوتيلو قد ابتكر زيادة في الإنفاق العام دون أن يكون هناك ذلك زيادة في العجز، ولكنه استمر برفض خفض قيمة البيزيتا، لأنه اعتبر ذلك عمل غير وطني إلى جانب أنه اعتراف ضمني بضعف سلطة الدكتاتورية. فكان البديل له هو طلب قرض جديد بقيمة 350 مليون بيزيتا وجب أن تدفعها المصارف الاسبانية والثقة. وقد غطت الرأسمالية الاسبانية الوطنية هذه المسألة، ولكن القرض لم يحقق المطلوب وفشل فشلا ذريعا. وبعد فشل سياسته النقدية استقال كالفو سوتيلو في 21 يناير 1930، قبل أيام قليلة من استقالة بريمو دي ريفيرا. فسقطت البيزيتا لتصبح 40 منها تعادل باوند استرليني. فيما يتعلق بتأثير الأزمة النقدية والمالية في سقوط بريمو دي ريفيرا، ذكر المؤرخ إدواردو غونزاليس كاليخا:«كان سحب الثقة من القوى الاقتصادية تأثيرها على سقوط بريمو، الذي أدرك بحلول نهاية 1929 إفلاس سياسته النقدية. بالنظر إلى هاجس بريمو في ربط وضع النقد الأجنبي مع صلابة النظام، وقد أسهم تخفيض قيمة العملة في تشويه سمعة الديكتاتورية بقوة».

## تنامي المعارضة

### الملكيون

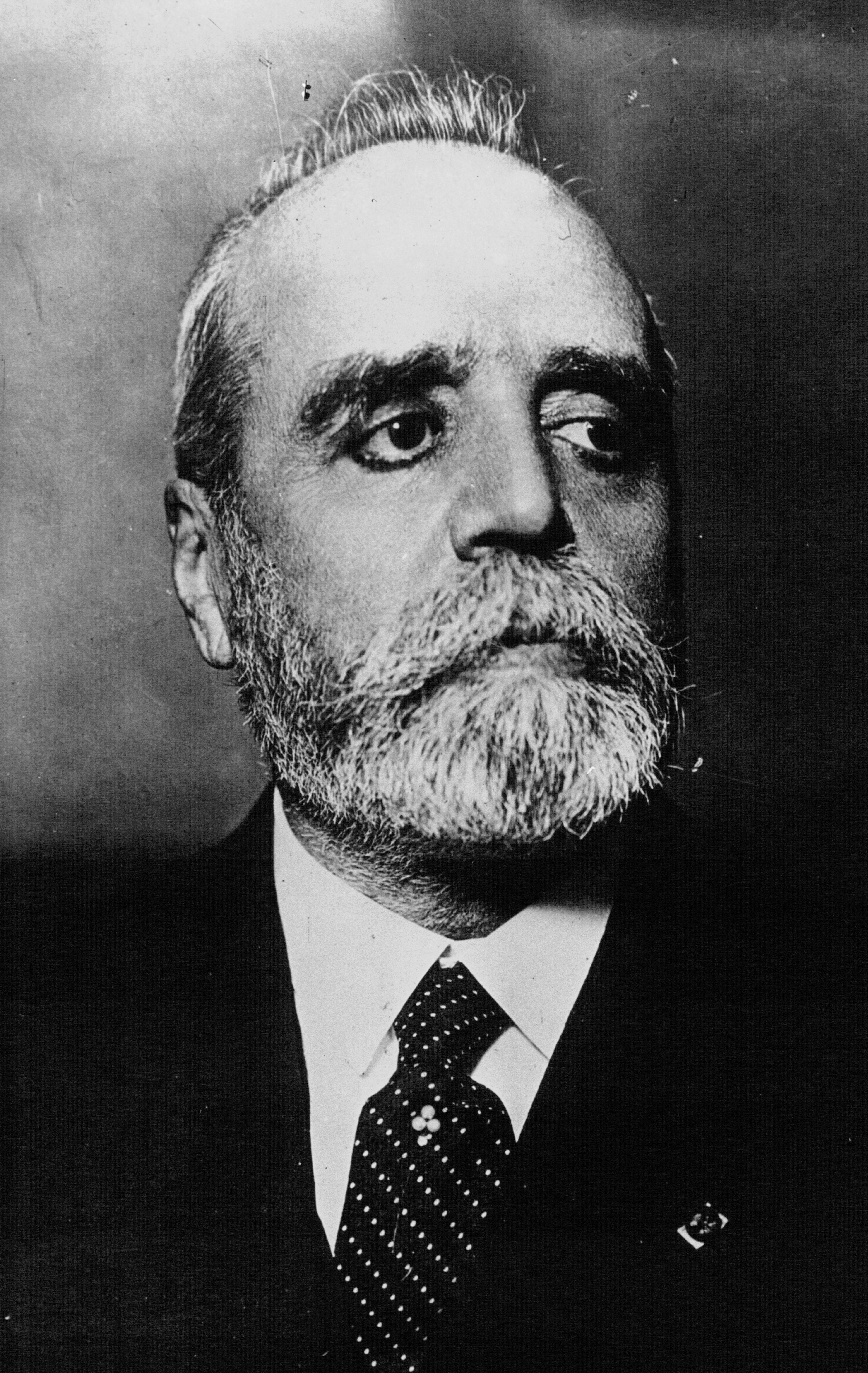
خوسيه سانشيز غيرا في 1932.

اختفى تقريبا حزبا نظام تداول السلطة القديم وهما حزب المحافظين والليبرالي نتيجة لطردهم من السلطة وسياسة اقتلاع الزعامات المحلية الكثير من قادتهم تضامنا مع الملك عندما وجدوا أن ألفونسو الثالث عشر دعم الدكتاتورية بشدة بغض النظر عن انتهاك دستور 1876. وقد برز المحافظ خوسيه سانشيز غيرا الذي أصبح رمزا للشرعية الدستورية ورفض أن يكون ملكيا للملكية المطلقة. ومع ذلك فهناك سياسيون من النظام القديم قرروا التعاون مع الدكتاتورية، أمثال خوان دي لا ثييرفا ومجموعة هامة من الموريين (خوسيه كالفو سوتيلو وخوسيه أنطونيو غامازو وسيزار دي لا مورا وسيزار سيليو). وهناك سياسيين من النظام القديم لهم أهمية أكثر مع ألفونسو الثالث عشر أمثال المحافظين سانشيز غيرا ومانويل دي بورغوس، أو الليبرالي سانتياغو ألبا قد انضموا إلى الكتلة الدستورية التي أسسها الإصلاحي ميلكياديس ألفاريز طالبوا بتنحي الملك والدعوة إلى برلمان (كورتيس) تأسيسي. وذهب آخرون إلى أبعد من ذلك حيث توجهوا نحو المعسكر الجمهوري مثل نيسيتا ألكالا زمورا وميغيل مورا اللذان أسسا اليمين الجمهوري الليبرالي.
فظهر من حزبي نظام تداول السلطة القديم من واجه الدكتاتورية المحافظ خوسيه سانشيز غيرا الذي نفى نفسه من أسبانيا في سبتمبر 1927 عندما انعقدت الجمعية الاستشارية الوطنية. وشارك في وقت لاحق في محاولة انقلاب في يناير 1929. وبعد فترة وجيزة أعلن بريمو دي ريفيرا في 5 سبتمبر 1926 عن عزمه الأكيد بترسيخ نظامه، فأرسل سانشيز غيرا رسالة إلى الملك قال فيها: إن الدعوة لانعقاد جمعية استشارية وطنية قد تكون الخلع النهائي والرفض المباشر للملك إن لم يكن النظام الملكي من جميع أتباع الملكية الدستورية في اسبانيا"، وتلك الفكرة أكدها خلال لقائه مع الملك في 22 سبتمبر في سان سيباستيان. واعتبر سانشيز غيرا ان انعقاد الجمعية هو عمل غير شرعي ومثير للفتن، ووعد أنه إذا حصل ذلك فسينفي نفسه خارج إسبانيا، وقد وفي بوعده في العام التالي يوم 12 سبتمبر 1927 وهو نفس اليوم الذي وقع فيه ألفونسو الثالث عشر مرسوم الدعوة. وأعلن بيانه على الملأ مقترحا عقد البرلمان لدولة ذات سيادة وحرية التصرف وتأسيس قواعد التي تكشف تصرفاتها عن حكام المستقبل. وانظم عدد من أعضاء السياسة القديمة إلى البيان. وفي أوائل 1929 ساهم سانشيز غيرا في محاولة انقلاب للإطاحة بالديكتاتورية.

### الجمهوريون

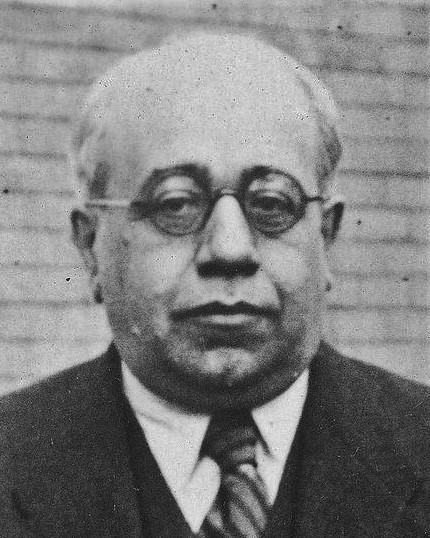
مانويل أثانيا سنة 1932 عندما كان رئيسا للحكومة خلال الجمهورية الإسبانية الثانية.

تعزز حضور الجمهوريين بعد ظهور حزب العمل الجمهوري الجديد. ومؤسسه مانويل أثانيا العضو السابق في حزب الإصلاح بزعامة ميلكياديس ألفاريز. وأثانيا مثله مثل معظم الشخصيات الذين تركوا الحزب بعد انقلاب بريمو دي ريفيرا الذي ألغى المشروع الإصلاحي لتحقيق الديمقراطية داخل النظام الملكي. فراهن بالجمهورية كما أوضح في بيانه الذي طالب بالجمهورية في مايو 1924. لتحقيق ذلك المقترح يجب إنشاء «تكتل جمهوري اشتراكي موحد جديد قادر على معارضة كتلة الساحقة من المقربين لقوى الظلام، نبدأ بالمقاومة ثم الهجوم المضاد فإن الليبرالية الكامنة هي استقالة عرجاء للبلاد».
وانتقد أثانيا الجمهوريين القدامى مثل اليخاندرو ليروكس وفيثينتي بلاسكو إيبانييث واقترح جمهورياتية جديدة. ظهرت تلك المبادرة في مايو 1925 مع ولادة حزب العمل الجمهوري، الذي كان يتألف من المثقفين وبعضهم من حزب الإصلاح مثل أثانيا، ورامون بيريث دى أيالا وخوسيه غيرال وغيرهم.
تم التوصل إلى هذا الاتحاد بين الجمهوريون الجدد والقدامى بتأسيس التحالف الجمهوري يوم 11 فبراير 1926، وهو يوم ذكرى الجمهورية الأولى. وكان الحزب الجمهوري الراديكالي بزعامة أليخاندرو ليروكس جزءًا من التحالف ومعه الحزب الجمهوري الديمقراطي الفيدرالي إلى جانب تشكيلة حزب العمل الجمهوري لأثانيا والحزب الجمهوري الكتالوني لمارسيلينو دومينغو ولويس كومبانيس.
وطالب بيان التحالف الجمهوري في يوم في 11 فبراير 1926 بالدعوة ل «جمعية تأسيسية منتخبة بالاقتراع العام، والتي سيكافحون لأجل إعلان النظام الجمهوري». ونال هذا البيان على دعم واسع من المراكز المؤيدة للجمهورية وهي حوالي 450، التي ادعت تجميع تواقيع حوالي 100,000 شخص. تعهد الموقعين على البقاء متحدين حتى سقوط الدكتاتورية. وشكل مجلس مؤقت للتحالف، ومن بين أعضائه مارسيلينو دومينغو وأليخاندرو ليروكس ومانويل أثانيا وغيرهم.

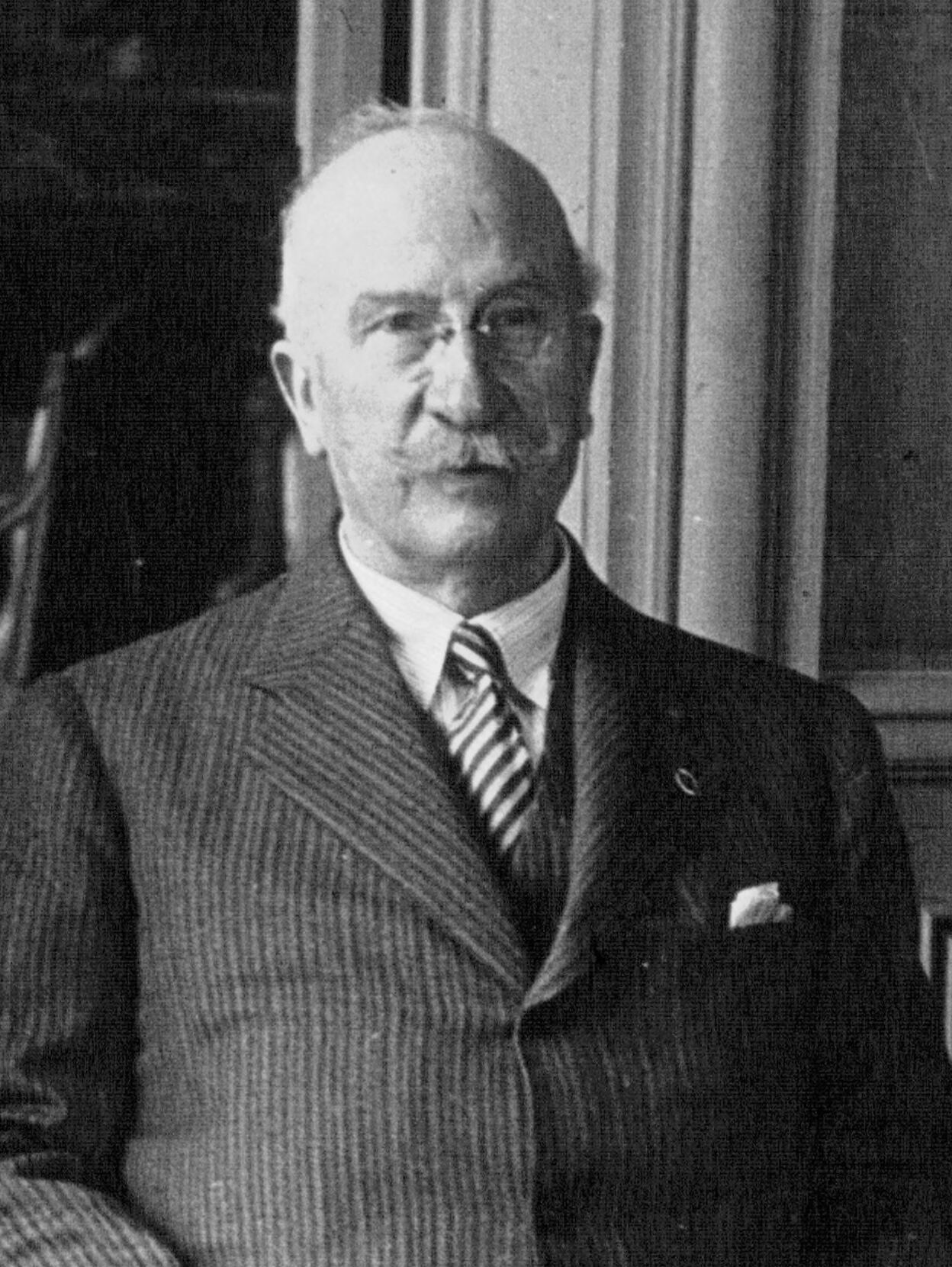
أليخاندرو ليروكس.

ذكر المؤرخ لويس باريو:"كانت أهمية التحالف أنه مثل القدرة على تحقيق التجديد الجمهوري، كما ظهر بعد إعلان الجمهورية الإسبانية الثانية التي كانت حتى ذلك الحين لم تكن قادرة على تحقيقه: جذب المشروع السياسي للجمهورية قاعدة اجتماعية حضرية كبيرة نوعا ما والطبقة الوسطى والأقل منها وقطاعات واسعة من العمال." كان للتحالف دورا مساندا في الانقلاب الفاشل في يونيو 1926 والمعروف باسم سانخوانادا، ولكن شارك بنشاط في محاولة الانقلاب في يناير 1929 بقيادة سانشيز غيرا. ولكن في الأشهر التالية غادر الجمهوري الفدرالي التحالف، وعانى حزب الراديكالي بقيادة ليروكس من انقسامات اليسار بزعامة ألفارو دي ألبورنوز وانضم إليه مارسيلينو دومينغو فكونا الحزب الجمهوري الراديكالي-الاشتراكي ذو أيديولوجية عمالية علمانية معادية للدين. ومع ذلك فإن هذه الانشقاقات لم تضعف التحالف الذي ادعى في يوليو 1929 أن لديه حوالي 200,000 عضو.
ووفقا لشلومو بن عامي:«فإن نمو الجمهوريين ارتبطً ارتباطًا وثيقًا بعدم رضى الطبقة الوسطى عن الديكتاتورية. فبدأت الجمهورياتية احتضان والتعبير عن برجوازية المدن الصغار، وأصحاب الأعمال الصغيرة المهددين بإفلاس شركاتهم بسبب العبء الضريبي ونظام المحسوبية تجاه الاحتكارات وأيضا باحتضان التجار الذين اضطروا إلى تقليص نطاق من الأعمال بسبب سياسة التعريفات الجمركية المرتفعة للدكتاتورية. فظهر في برامج معظم الأحزاب الجمهوري الحديث عن التجارة الحرة والدفاع عن الأعمال التجارية الصغيرة لمواجهة الشركات الكبيرة المتسعة والمحمية. وقد اجتذبت هذه الأحزاب أيضًا الطبقات الاحترافية خاصة في المقاطعات حيث وجد المعلم والطبيب والمهندس والمحامي صعوبة متزايدة في كسب العيش الكريم بسبب الزيادة المستمرة في الأسعار خاصة بعد سنة 1929، فأصبح عادة للباحثين عن فرص العمل الجديدة وربات البيوت من الطبقة المتوسطة الراغبين بالحفاظ على مظهر مستوى معيشة لائق الذهاب إلى مؤسسات جبل التقوى الخيرية».

### القوميون الكاتالان والباسك والجاليك

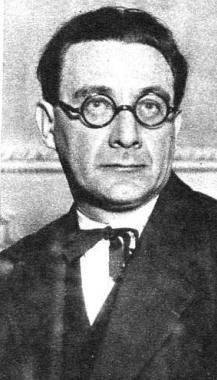
لويس نيكولاو دولور زعيم حزب العمل الكتالاني.

كان حزبا العمل الكتالاني والدولة الكتالانية (Estat Catalá) هما المنظمتان القوميتان الكتالونيتان اللتان كان لهما النشاط الأكبر في معارضتهما للديكتاتورية. ويمكن أن نرى بالأولى أنه خلال تلك الفترة كان الحديث عن أعمال فردية أو النواة لوجهاء والحفاظ على اتصالات مبني أساسا على العلاقات الشخصية. ولن العمل الكتالاني لم يكن حزبا سياسيا لكن تجمع للوطنيين، وهذا يفسر أن قادتها كانوا يتصرفون بطرق مختلفة. ففي حين ذهب رئيسها جاومي بوفيل إلى منفاه الطوعي في باريس نقل لويس نيكولاو دولور القضية الكاتالونية إلى عصبة الأمم. وتولى أنتوني روفيرا فيرجيلي قيادة قطاع الجمهوري -وأسس سنة 1927 جريدة خاصة اسمها لا ناو- فأنشئ بعد سقوط بريمو دي ريفيرا بفترة وجيزة حزب جديد أسماه حزب العمل الكتالاني الجمهوري (Acció Republicana de Catalunya).
أما حزب الدولة الكتالانية الذي قاده فرانسيسك ماسيا فقد راهن على طريق التمرّد، وأنشأ ميليشيا أسماها اسكاموتز (escamots) وجمع الأموال لشراء الأسلحة.60 وأسس ماسيا في يناير 1925 ميثاق التحالف الحر في باريس، حيث انضم إليه ممثلين من CNT والقوميين الباسك الراديكاليين (المسيطرين على الحزب القومي الباسكي) لتنظيم انتفاضة في وقت واحد في كاتالونيا وإقليم الباسك، وأن تدعمها مظاهرات في المناطق الإسبانية الأخرى، وسيكون لديهم أيضا دعم من بعض الجنود. من هذا الاجتماع نشأ «ميثاق التحالف الحر» الذي تم بموجبه إنشاء لجنة عامة ثورية أو لجنة عمل توجه الانتفاضة.
في يونيو نظمت مجموعات سرية من حزب الدولة الكتالانية والعمل الكتالوني ماسمي بمؤامرة غراف لاغتيال فاشلة ضد ملك اسبانيا في أنفاق السكة الحديدية على ساحل مدينة غراف حيث يمر القطار الذي يأخذ الملك إلى برشلونة.

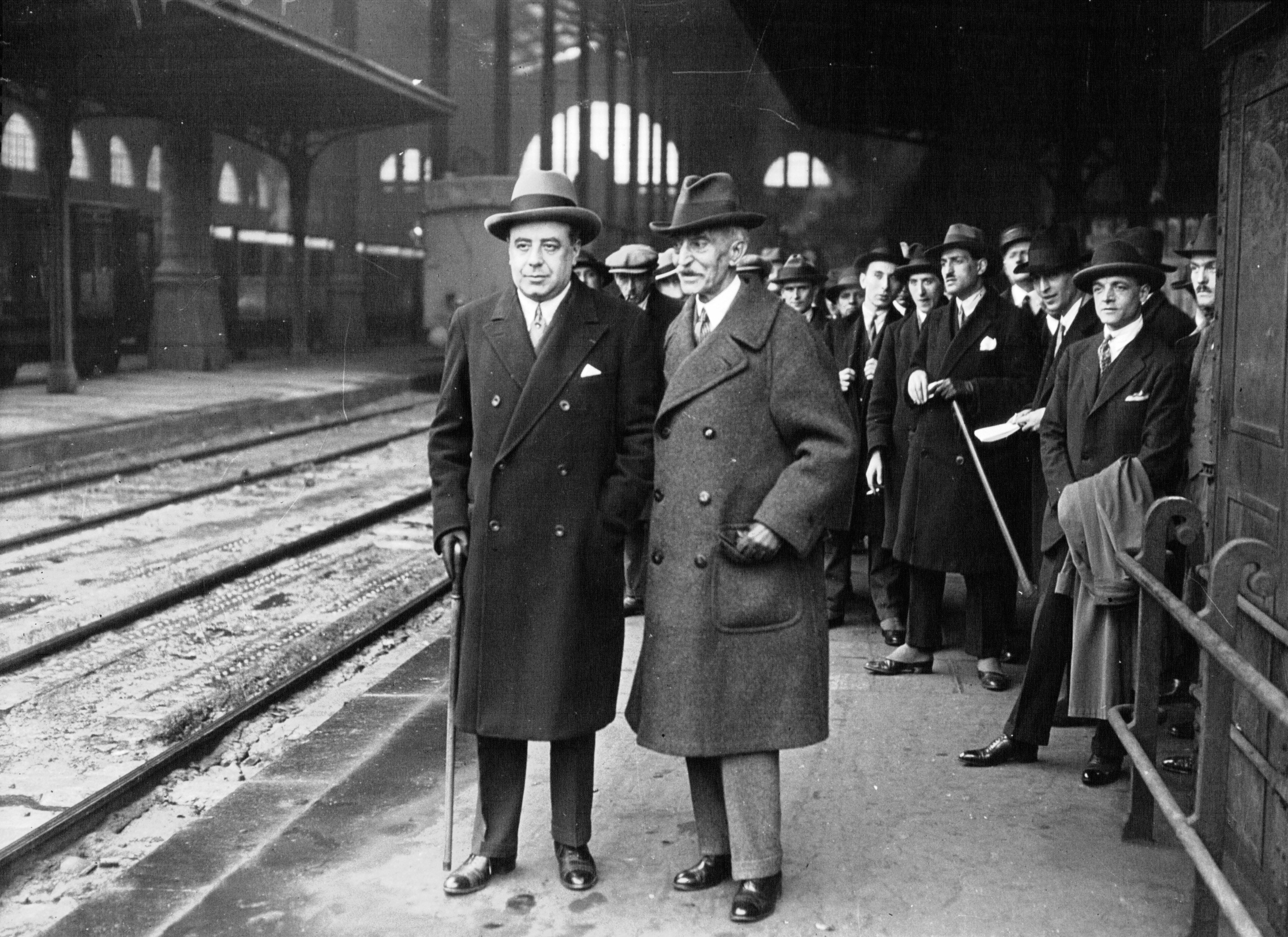
فرانسيسك ماسيا مع محاميه هنري توريس على وشك مغادرة باريس بعد المحاكمة بسبب مؤامرة برات ديمولو الفاشلة.

بعد فشل انقلاب سانخوانادا في يونيو 1926، أنشأ ماسيا خطة لغزو كاتالونيا من جيش صغير مؤلف من جنود إسكاماتوز أنه بعد عبور الحدود عبر قرية برات ديمولو سيأخذ أولوت، ثم يستولي على برشلونة حيث سيعلن عن الإضراب العام في وقت واحد، وبالاتفاق مع جزء من الحامية في المدينة، سيتم إعلان عن الجمهورية الكاتالونية. لكن تلك المؤامرة المسماة برات ديمولو كانت كارثة بسبب خيانة أحد المشاركين وهو الإيطالي ريوتي غاريبالدي، الذي كان عميلًا مزدوجًا لموسوليني، فأرسل إلى بريمو دي ريفيرا بتفاصيل الخطة. ومن ثم فإن الشرطة الفرنسية التي كانت على علم بذلك أيضًا لم تجد صعوبة كبيرة في ايقاف معظم المشتركين بالمؤامرة بالقرب من الحدود الإسبانية (اعتُقل 111 شخصاً). كما قُبض على ماسيا ومعه 17 من رجاله المتورطين إلى باريس للمحاكمة. عقدت المحاكمة في يناير 1927، وحُكم عليهم بعقوبة طفيفة للغاية حيث سجن في بلجيكا. كان لهذه المؤامرة والمحاكمة صدى عالمي واسع النطاق، مما أدى إلى ظهور ماسيا بأنه أسطورة. بالمقابل انخفضت شعبية الديكتاتور والمتواطئين معه في كاتالونيا بشدة. وبدأ ماسيا منذ ذلك الحين بنشاط دعائي محموم لـ «القضية الكاتالونية»، لا سيما في أمريكا اللاتينية التي بلغت ذروتها في كوبا، حيث دعا في أكتوبر 1928 إلى الجمعية التأسيسية التي نصبت نفسها راعية للانفصالية الكاتالونية.

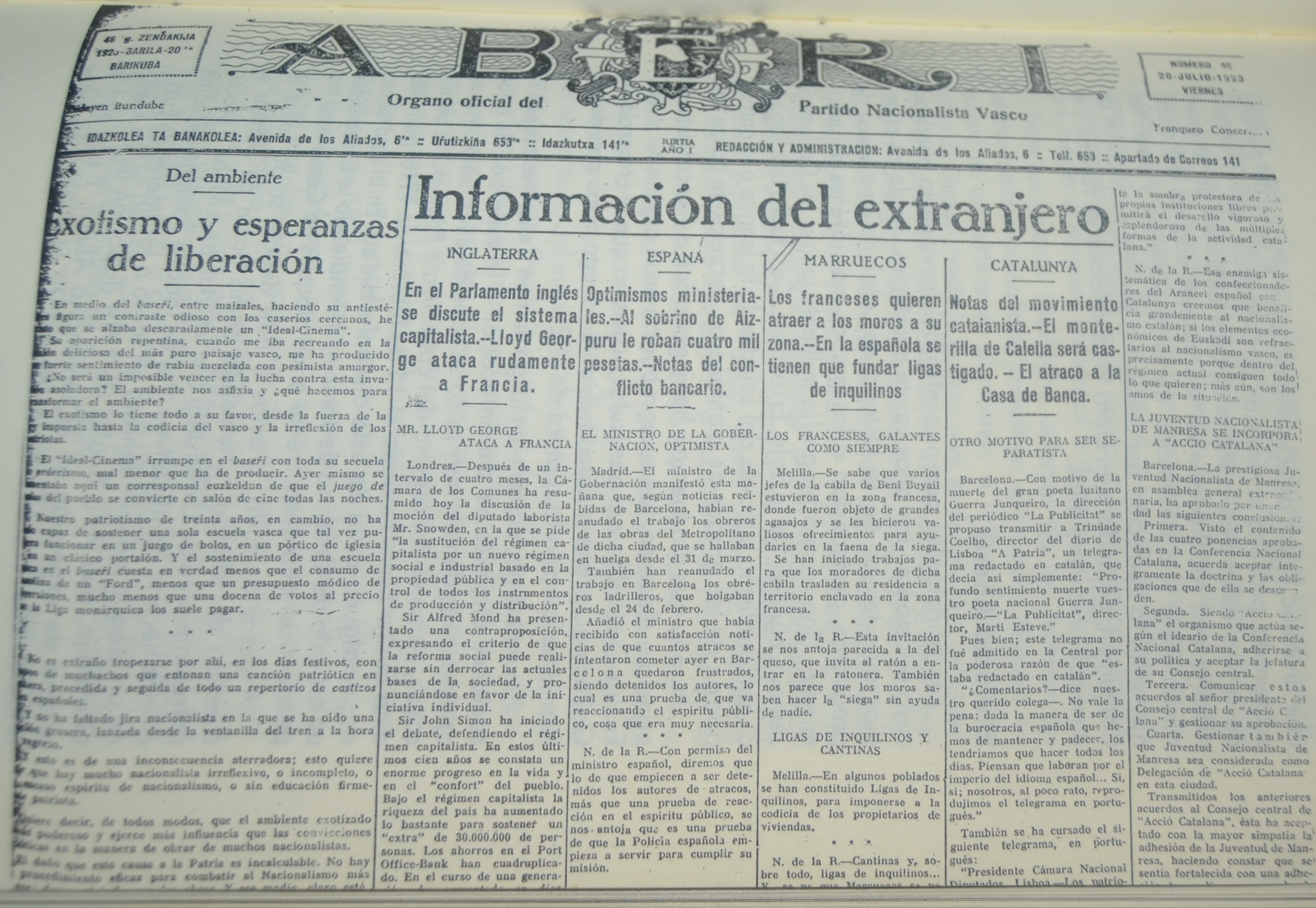
غلاف صحيفة أبيري بتاريخ 20 يوليو 1923، الناطق الرسمي لالحزب القومي الباسكي.

أما بالنسبة للقوميين الباسك، فقد سيطر الراديكاليون الحزب القومي الباسكي (PNV) وكانوا الأكثر تعرضا للاضطهاد من الدكتاتورية -التي تواصلت مع القوميين الباسك المعتدلين نسبيا-، واختار الراديكاليون نفس طريق حزب دولة كتالونيا وهو التمرد. وفي نوفمبر 1924 اجتمع اثنا عشر من الراديكاليين في أورديثيا مع الناشط الايرلندي مارتن أمبروز، ولكنهم اعتقلوا جميع ومعهم زعيمهم الياس غاليستيك بعدما أدار في 3 مايو 1925 عملا لتأكيد القومية، ولكن في نهاية تمكن من الفرار إلى الباسك الفرنسي، حيث اسس في نهاية العام لجنة الاستقلال الموالية للباسك. وكما القوميون الكاتالان فقد عرض القوميون الباسك قضيتهم أمام المنظمات الدولية وشارك في ميثاق التحالف الحر بزعامة ماسيا لتعزيزها. يتعلق الأمر بخطة لعملية انزال في بلباو ب 300 مقاتل الذين سينفذون انتفاضة مسلحة كما جرى في دبلن 1916. ومن ناحية أخرى فإن المقاتلين الباسك لم يشاركوا في مؤامرة برات ديمولو. وكما فعل ماسيا قبله قام غاليستيك برحلة عبر أمريكا اللاتينية والولايات المتحدة بجولة في مراكز الباسك.
أحس زعماء القومية الجاليكية المحافظة أمثال فيسينتي ريسكو وأنطونيو لوسادا بالأمل بقدوم الدكتاتورية ورحبوا بها، ولكن عندما ضغط عليهم ليتم دمجهم في حزب الدكتاتورية الوحيد حزب الاتحاد الوطني، فانضم ريسكو ولوسادا إلى صفوف المعارضة.

### الاشتراكيون

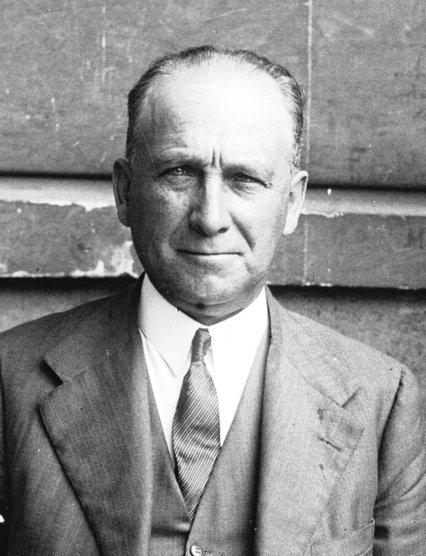
فرانسيسكو لارجو كاباليرو في 1927

أدى تعاون الاشتراكيين مع الديكتاتورية إلى تشتتهم بين مؤيدي الشخصية ذاتها ويترأسهم فرانسيسكو لارجو كاباليرو والمعارضون له برئاسة إنداليسيو برييتو. وعندما نال فرانسيسكو لارجو كاباليرو في 25 أكتوبر 1925 عضوية في مجلس الدولة بصفته عضوًا في مجلس العمل الذي استحوذ على معهد الإصلاحات الاجتماعي، مما عمق التشتت فاستقال إنداليسيو برييتو من منصبه في اللجنة التنفيذية في حزب العمال الاشتراكي (PSOE).
بعد انضمام اتحاد العمال العام (UGT) إلى منظمة الشركات الوطنية التي أنشئت في نوفمبر 1926 أعيد فتح النقاش الاشتراكي الداخلي بمناسبة دعوة بريمو دي ريفيرا للمشاركة في الجمعية الاستشارية الوطنية التي أسست لمناقشة مشروع الدستور الجديد. وبدا بعدها التعاون السياسي واضحًا، مما مكن القطاع المعارض للمشاركة بقيادة إنداليسيو برييتو من فرض نفسه في المؤتمرات الاستثنائية لـ PSOE و UGT من 7 إلى 8 أكتوبر 1927، لذلك أعلن الاشتراكيون أنهم لن يشاركوا في الجمعية الاستشارية الوطنية، مما سبب بخيبة أمل عميقة لبريمو دي ريفيرا.
وقع القطيعة النهائية مع الديكتاتورية سنة 1929 بعدما وضعت المسودة الأولية لدستور الاستبداد الجديد الذي قدمته الجمعية الاستشارية الوطنية في 6 يوليو. وقد رفض كلا من PSOE و UGT ذلك وطالبوا بوضع دستور ديمقراطي أصيل، والذي اعتقدوا أنه سيكون ممكنا مع مجيء الجمهورية. وفي محاولة أخيرة لإدماج الاشتراكيين في مشروعه عرض بريمو دي ريفيرا عليهم خمسة مقاعد في الجمعية، لكن الاشتراكيين رفضوا ذلك في بيان لهم بعنوان «الرأي العام يصنع الشعب» في 13 أغسطس. واستمر لارجو كاباليرو في الدفاع عن التعاون، وعن إرادة «تحقيق أهدافنا لدولة جمهورية للحرية والديمقراطية، حيث يمكننا تحقيق القوة السياسية الكاملة التي تتوافق مع قوتنا الاجتماعية المتنامية». وبعد سقوط الديكتاتورية انضم كل من PSOE و UGT إلى ميثاق سان سيباستيان الذي نشأ منه اللجنة الثورية التي أصبحت بعد إعلان الجمهورية الإسبانية الثانية في أبريل 1931 وإنشاء الحكومة المؤقتة للجمهورية الإسبانية الثانية والتي كان بها ثلاثة وزراء اشتراكيين.

## ردة فعل الديكتاتورية: زيادة القمع

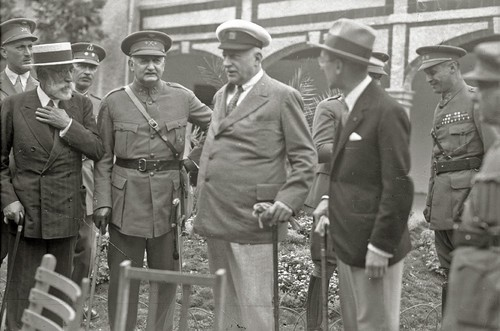
بريمو دي ريفيرا في سان سباستيان سنة 1927.

قامت الديكتاتورية بإعادة هيكلة جهاز الشرطة وتوسعته، الأمر الذي رفع من ميزانيته بقوة، خصوصا بعدما اولت الاهتمام بعمليات الشرطة في خارجيا وبتنسيق مع سفيرها بباريس، حيث يعيش في فرنسا معظم المنفيين واللاجئين الإسبان. بالإضافة إلى ضغط السفير على السلطات الفرنسية لاستعادة مطلوبين مثل فرانسيسك ماسيا، قام بنيل تعاون الشرطة الفرنسية، وأنشا مكتبا للدعاية في باريس.
بعد فشل انقلاب سانخوانادا نزل مرسوم ملكي في 3 يوليو 1926 أعطى الديكتاتور صلاحيات تقديرية لفرض عقوبات تقع ضمن صلاحياته وان يبلغ الملك الصلاحيات التي سيتجاوزها، بما فيها النفي أو الترحيل عند الضرورة، مهما كان عدد ونوعية الأشخاص المعاقبين، مع عدم وجود حد سوى الحد الذي يشير إلى ظروف ومصلحة البلد ويلهم استقلاله ووطنيته. كما أثبت أن الذين عوقبوا لايمكنهم الطعن أمام المحاكم العدل. ثم صدر مرسوم آخر في 17 يونيو 1928 أعطى الإذن للسلطة الحكومية حق التصرف بالظروف السياسية، من ضمنها الحبس التعسفي والغرامات الباهظة. وقد اشتمل قانون العقوبات الجديد الذي أقر في سبتمبر 1928 ولكن ألغته الجمهورية الإسبانية الثانية على اعتبار أن الإضرابات والتوقف عن العمل هي جريمة تمرد، بالإضافة إلى الاعتداء على سلطة السوماتين بالرغم من أن تلك السلطة لم تتمكن من ممارسة تلك المهمة.
وأخيرا تمكنت الحكومة في 22 ديسمبر 1928 من إزالة آخر العقبات القانونية المتبقية لتسيطر سيطرة كاملة على السلطة القضائية. ومنذ ذلك الحين تمكنت الإدارة المدنية من «عزل أو فصل أو تعليق مهام القضاة والمسؤولين القضائيين أو نقلهم دون الحاجة إلى ملفات أو اخطار مسبق، ودون إمكانية الاستئناف أو الطعن» كما قال إدواردو غونزاليز كاليخا.
بعد فشل انقلاب سانشيز غيرا في يناير 1929، شددت الإدارة المدنية من تدابيرها القمعية. فبعد بضعة أيام، أي في 4 فبراير أنشأت محكمة خاصة مرتبطة بالمديرية العامة للأمن والتي وضعت السلطة القضائية بيد الحكومة. ورأس المحكمة قاض عسكري يصدر في حالة أمن الدولة أحكام سريعة، ويمكن للمحكمة من إصدار أحكام سريعة لجرائم التآمر والتمرد وما إلى ذلك، مما يعني في الواقع أن الحكومة يمكنها على سبيل المثال تعليق العمل الموظف أو مرتبات المسؤولين الذين كانوا يعادون للنظام. صاحب إنشاء المحكمة الخاصة تعميم من رئاسة الحكومة في 8 فبراير يمكن الشرطة من مراقبة المحادثات أو الأعمال التي يمكن أن تؤدي إلى اضطرابات في النظام العام، وعُزيت مهام الشرطة إلى الاتحاد الوطني والسوماتين، وهدد بفرض غرامات حكومية تصل إلى 25,000 بيزيتا واعتقالات لمدة 14 يومًا "لأي شخص يقوم في مكان عام بمناقشة علل البلاد أو تعرض للرقابة من أجل التشهير أو الإهانة السلطة وهيبتها وعلى وزراء التاج أو السلطة العليا». وبالمثل تم إنشاء سجل للمسؤولين يظهر فيه أنه "من خلال الدعاية والفضيحة ابرزوا أنفسهم بانهم أعداء النظام ويسعون لإزالته وتشويه سمعته". وأخيراً أصبحت الرقابة على الصحافة أكثر تقييدًا وحظرًا. بحيث حظر نشر أي نوع من الانتقادات لإدارة الحكومة، وقد أُجبرت الصحف على إدراج الملاحظات غير الرسمية للإدارة المدنية.
وفي أبريل 1929 نوقش مشروع قانون النظام العام، الذي يوسع من السلطة التقديرية للحكومة لقمع الضمانات الدستورية، والمضي في عمليات الاعتقال والتفتيش دون أمر قضائي، وكذلك طرد الأجانب الخطرين، وسلطة إعلان الدولة الحرب. عارض الملك هذا الإصلاح والذي وفقًا لجونزاليس كاليخا «أدى إلى استقالة بريمو في يناير 1930».

## السقوط الأخير
في ضوء الانتقادات القاسية التي تلقاها مشروع الدستور في أغسطس 1929، اقترح بريمو دي ريفيرا مناقشة حل توافقي للديكتاتورية داخل جمعية وطنية تأسيسية، والذي طلب من شخصيات السياسة القديمة وممثلي الأكاديميات الملكية والجامعات ونقابات المحامين واتحاد العمال العام، لكنهم جميعًا رفضوا المشاركة، والتي وفقًا لإدواردو جونزاليس كاليخا «حطمت كل الجسور من أجل خروج تشريعي للديكتاتورية» وأبرزت أزمة النظام الأخير.
وفقًا لشلومو بن عامي:"عانى الدكتاتور بشدة في الأشهر الأخيرة من حكمه. فغرق في المشاكل التي تراكمت، وقد كل الثقة في نفسه، وبالتالي شكل سلسلة من خطط لنقل الحكم إلا أنها كانت مربكة ومتناقضة في كثير من الأحيان، ولم يجد في أي منها ترحيبا لها". فكان هدف بريمو هو تمرير السلطة بطريقة منظمة واحترام تراث ومؤسسات الديكتاتورية".

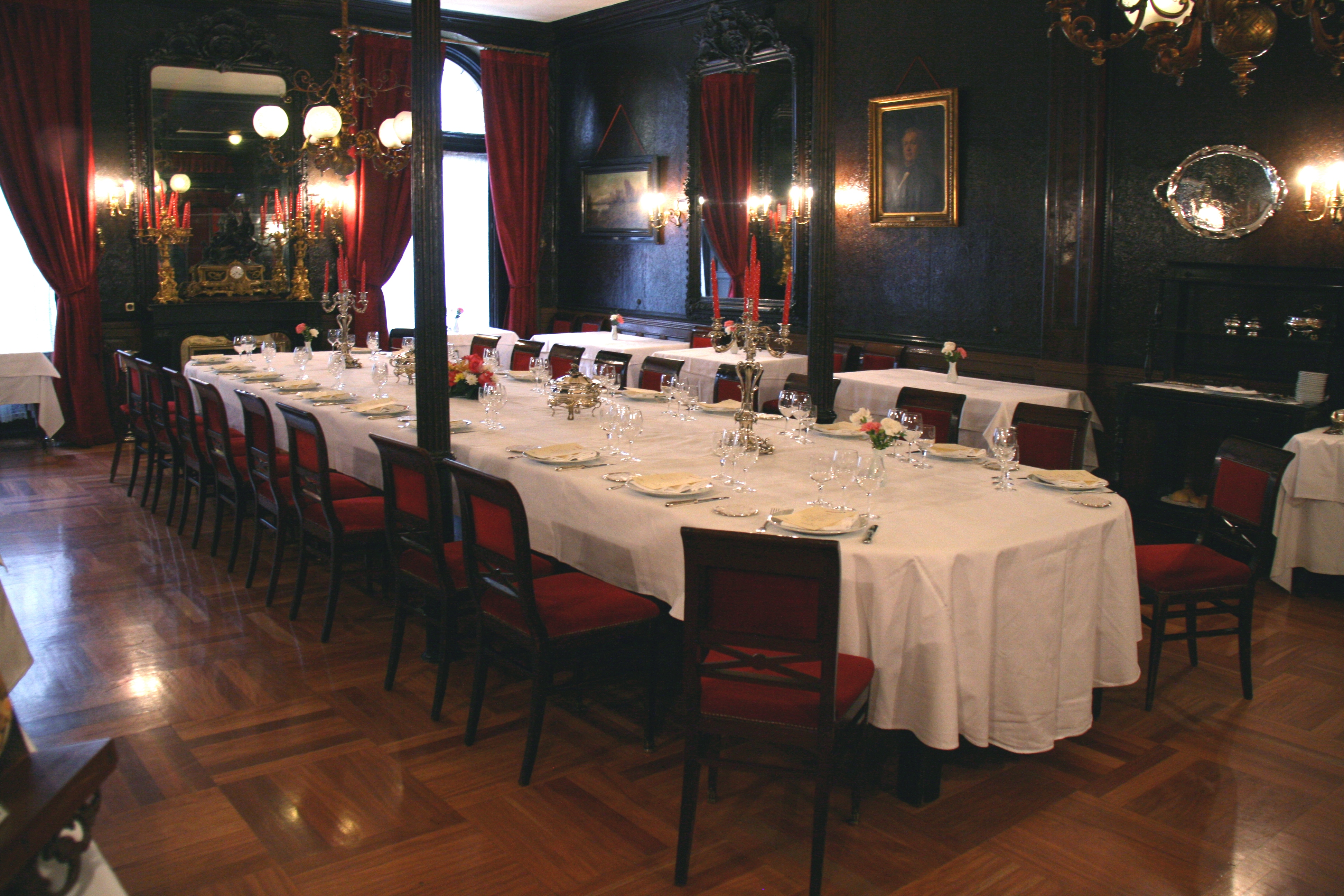
مطعم لاردي حيث التقى بريمو دي ريفيرا بحكومته في بداية ديسمبر 1929 للاتفاق على خطة الانتقال وسميت بإسم المطعم الموجود في ساحة سان جيرينيمو في مدريد.

نوقشت خطته الانتقالية الأخيرة في وجبة حكومية (أو عشاء). وحضر المأدبة أيضًا رئيس الجمعية الاستشارية الوطنية خوسيه دي يانجوس ميسيا، الذي عقد في مطعم لاردي في أوائل ديسمبر للاحتفال بالذكرى السنوية الرابعة لدستور الإدارة المدني. هناك أكد بريمو دي ريفيرا عزمه على التخلي عن السلطة وتقصير مدة حكمه، واقترح على الملك تعيين حكومة انتقالية، والتي لن تكون ديكتاتورية ولا دستورية برئاسة يميني مدني. وفقًا للمؤرخ جنوفيفا غارسيا ديلانو فإن الخطة الانتقالية التي تمت مناقشتها في المطعم تضمنت عقد جمعية مكونة من 250 من أعضاء مجلس الشيوخ و 250 نائبا.
وفي 31 ديسمبر 1929 ناقش مجلس الوزراء برئاسة الملك خطة لاردي، ولكن ألفونسو الثالث عشر طلب لبضعة أيام للتفكير... مما يعني انسحابًا ضمنيًا لثقة الملك والانفتاح الرسمي لأزمة النظام لاحقا. وقد كتب خوسيه كالفو سوتيلو وزير المالية في النظام في مذكراته:«في ذلك اليوم تم توقيع حكم إعدام الديكتاتورية». أثناء اجتماع مجلس الوزراء لاحظ الملك «أنه يواجه حكومة غير متماسكة بقيادة دكتاتور مرتبك، قدم له خطة مكونة من تصحيحات. وانتبه الملك أيضًا إلى أنه رغم شكل التضامن التي حاولت الحكومة ابرازها، إلا أن الوزراء لم يدعموا تماما خطة لاردي أو على الأقل كانوا منقسمين بشأنها».
وفي ذات الوقت كانت هناك مؤامرة عسكرية تجري للإطاحة بالدكتاتورية ومركزها في أندلسيا وتطورت وبدأت بالبروز إلى العلن. فالمؤامرة كانت تديرها اللجنة الدستورية برئاسة ميغيل فيلانويفا والذي نظم محاولة الانقلاب الفاشلة في يناير 1929. بالإضافة إلى الجنرال مانويل غوديد حاكم قادس العسكري، الذي كان على استعداد "لتكرار مسيرة الكوليا [الإسبانية]" والتي من المفترض أن تبدأ في قادس يوم 15 فبراير، وأيضًا بموافقة الملك ألفونسو الثالث عشر الذي كما أشار غونزاليس كاليخا:«قد فهم أخيرًا أن التخلص من بريمو في أقرب وقت ممكن كانت الفرصة الوحيدة المتاحة لإنقاذ وضعه ووضع الملكية». وفي يوم 18 يناير طلب القائد العام كارلوس دي بوربون قائد الأندلس من ابن عمه الملك فصل بريمو دي ريفيرا - وطلب بدوره من الملك قبول استقالته بسبب مشاركته في المؤامرة الأندلسية، ولكن ألفونسو الثالث عشر ذلك-. ونفس الشيء قال نجل الكونت رومانونس للملك حيث أرسله أبوه لوقف الضربة التي كانت قيد الإعداد والتي لا يمكن التنبؤ بنتائجها.
في 21 يناير استقال وزير المالية خوسيه كالفو سوتيلو بعد الفشل الفادح في سياسته النقدية والمالية. حل محله بريمو دي ريفيرا ومعه كونت الانديز رجل يثق به الملك في محاولة لاستعادة تأييد الملك لكنه لم ينجح. وفي اليوم التالي 22 يناير بدأ إضراب جديد في جميع الجامعات التي كانت ذات طابع جمهوري ملحوظ ودعمتها النقابات.

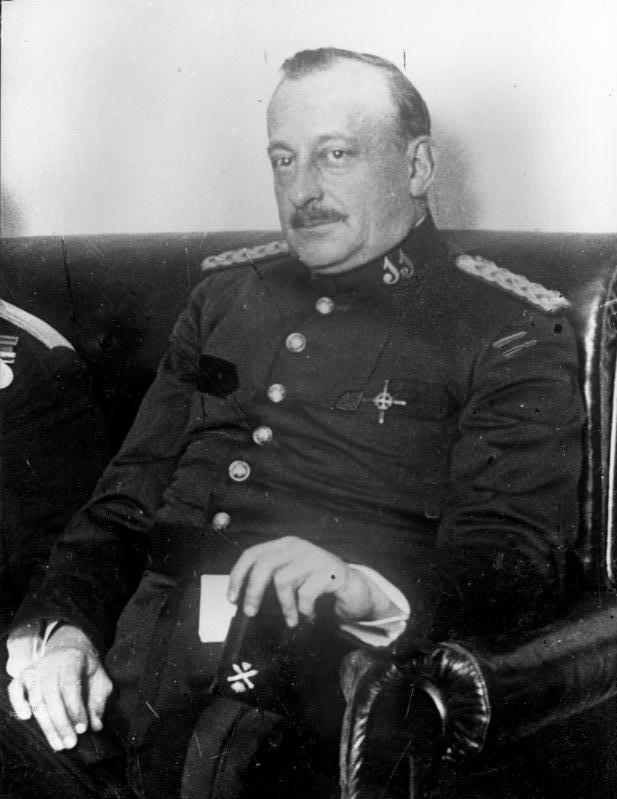
بريمو دي ريفيرا بداية 1930

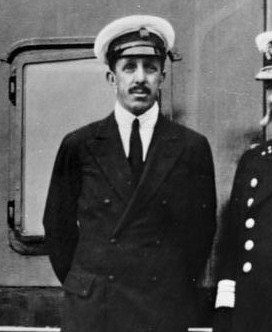
ألفونسو الثالث عشر سنة 1930

قام بريمو دي ريفيرا في يوم 26 يناير بمحاولة أخيرة لوقف الانقلاب الذي أعده الجنرال غوديد ضده، الذي قدم تاريخ المسير من يوم 15 إلى 5 فبراير. وفي ذلك اليوم أعلن عن طريق «مذكرة غير رسمية» أنه سيتشاور مع القباطنة العامين، كي يثمنوا عمل الديكتاتورية ويتمكنوا بسلطتهم من تهدئة المؤامرات المتعددة التي كانت تزداد في ذلك الوقت. وفقًا لإدواردو غونزاليس كاليخا:«كانت استشارة الجيش الشهيرة خطوة خاطئة من عدة جوانب: أولاً: هو اعتراف ضمني بأن شرعية النظام كانت بيد الجيش، وليس في استطلاعات الرأي الشعبية الوهمية أو في القصص الخيالية البرلمانية المزيفة. ثانياً: تعرض وضع القوات المسلحة للاعتداء بسبب أزمة الانضباط الداخلي الخطيرة في مواجهة وضع غير مريح تمثل في الاضطرار إلى الحكم على شرعية النظام الذي نجا بإعجوبة بفضل دعمه المؤسساتي. أما الحالة الثالثة: فقد كان الرفض الملك الأخير الذي اشعل أزمة الثقة، وهو نفس الشيء حدث في سبتمبر 1923 عندما وضع أمام الأمر الواقع فألغى سلطته التحكيمية واختفى مع كسر الإجماع الدستوري». واتفق شلومو بن عامي مع النقطة الأخيرة حيث ذكر:«أن نداء بريمو دي ريفيرا للجنرالات هي محاولة مستحيلة لمهاجمة الدولة المتمثلة بالملك. وتأكيد بريمو دي ريفيرا أن موافقة الجيش هي مصدر صعوده إلى السلطة كان إهانة للتاج وانتهاكًا للإطار السياسي الذي كان فيه سيادة الدولة هي المصدر الأعلى للسلطة».
تلقى بريمو دي ريفيرا يوم 27 يناير ردودًا غامضة من القباطنة العامين الذين استجابوا لرغبته في إبعاد الجيش عن الديكتاتورية، "سفينة كانت تغرق" لأن معظمهم كانوا أصدقاء الملك أو موالين له. وكرروا جميعا طاعتهم الكاملة للملك وللحكومة التي تثق بهم. أما الرد الذي كان أكثر وضوحًا فهو رد قائد كاتالونيا العام الجنرال إميليو باريرا الصديق الشخصي لبريمو دي ريفيرا، الذي انتقد علانية التشاور على أساس أنه "لديه أدلة على انقلاب آخر"، وأضاف:"التشاور يعني الضعف من جانب ومزج الجيش في القضايا السياسية في الجانب الآخر، والتي يجب أن يبتعد عنها. [...] ثم كان تدخل الجيش في 13 سبتمبر 1923 منطقيًا؛ أما حاليا فقد يكون لها معنى الرغبة في اشراكه وهذا ليس من اختصاصه... ».
ومع ذلك فإن بريمو دي ريفيرا على الرغم من الرد الذي تلقاه من رفاقه في السلاح لم يكن مستعدًا للاستقالة. فعهد الملك إلى وزير المالية الجديد ورجل ثقته الكونت الأنديز لإقناع الديكتاتور بالاستقالة. وفي النهاية تدخل الجنرال سيفيريانو مارتينيز أنيدو صديقه ووزير الداخليته فأقنعه بعدم المقاومة. بعد ظهر يوم 28 يناير 1930 قدم بريمو دي ريفيرا استقالته إلى الملك.
عين ألفونسو الثالث عشر -الذي كان ملكًا بدون دستور لمدة ست سنوات- الجنرال داماسو بيرنجير [الذي كان آنذاك رئيسًا للحرس العسكري للملك] رئيسًا للحكومة بهدف العودة إلى الحياة الدستورية الطبيعية. ومع ذلك فإن تعيين بيرينغور رئيسا جديدا للوزراء ترك توقعات الدستوريين السياسية مشفرة في تشكيل مجلس الوزراء برئاسة خوسيه سانشيز غيرا الذي سيعقد الكورتيس التأسيسي. وأبدى ألفونسو استعدادًا للمضي قدماً وليس التراجع، لأنه اعتبر أن اليوم الأول للجمعية التأسيسية سيكون آخر يوم في حكمه".
ووفقًا لجينوفيفا غارسيا كييبو دي يانو: فإن بريمو دي ريفيرا اختار الاستقالة، وهو إجراء لم يكن متوقعا لإعطاء مخرج لحالته الصحية السيئة، ورغبته بالتخلي عن ممارسة المسؤوليات. وبعد استقالته غادر أسبانيا وتوفي بعد ذلك بوقت قصير في فندق متواضع في باريس.